# Sarah Flannery
Pour les articles homonymes, voir Flannery.
Sarah Flannery (née en 1982) est une mathématicienne irlandaise.

## Biographie
Née en 1982 dans le comté de Cork, Sarah Flannery est la fille de David et Elaine Flannery[réf. nécessaire]. Elle a fait ses études primaires et secondaires à Scoil Mhuire Gan Smal, Blarney.
En 2001, Flannery co-écrit In Code avec son père, le mathématicien David Flannery. Ils racontent l'histoire de la fabrication et du cassage de l'algorithme, ainsi que le plaisir qu'elle a obtenu en résolvant des problèmes mathématiques en grandissant. Elle dédie plusieurs de ses réalisations dans les domaines des mathématiques et de la cryptographie à son père pour son soutien durant son enfance.
Elle a étudié l'informatique à Peterhouse, un collège de l'Université de Cambridge d'où elle sort diplômée en 2003. Elle travaille à partir de 2006 pour Electronic Arts en tant qu'ingénieur logiciel. Elle a travaillé chez TirNua (en) comme Chief Scientist. Elle a également travaillé chez RockYou et dans plusieurs autres institutions impliquées dans le développement de logiciels et dans l'informatique.
Elle a également travaillé sur le logiciel informatique technique et scientifique Mathematica pour Wolfram Research

## Prix et distinctions
À seize ans, en 1999, elle remporte le prix de la Young Scientist and Technology Exhibition (en) pour son développement de l'algorithme de Cayley–Purser (en) sur la base des travaux qu'elle avait effectués avec des chercheurs de Baltimore Technologies (en) lors d'une bref stage là-bas. Le projet, intitulé Cryptography – A new algorithm versus the RSA, lui a également valu le prix du European Union Contest for Young Scientists (en) en 1999.

## Vie privée
Flannery est mariée à un franco-américain, Luc Barthelet. Son frère aîné est l'auteur-compositeur-interprète Mick Flannery.

## Voir également
- Intel International Science and Engineering Fair
- Algèbre linéaire
- Cryptographie
- algorithme de Cayley–Purser (en)